# سلادن
سلادن (به لاتین: Sladun) یک منطقهٔ مسکونی در بلغارستان است که در شهرستان اسویلنگراد واقع شده‌است.